# Міністерство культури Естонії
Міністе́рство культу́ри Есто́нії, Мінкультури Естонії (ест. Kultuuriministeerium) — центральний орган виконавчої влади, діяльність якого спрямовується і координується Урядом Естонії. Мінкультури Естонії здійснює державне управління та сприяє розвитку областей формування державної політики у сфері кінематографії, формування та забезпечення реалізації державної політики у сферах культури, мистецтв та спорту охорони культурної спадщини, вивезення, ввезення і повернення культурних цінностей, державної мовної політики, а також координує державну політику в галузі засобів масової інформації Естонії і забеспечує розробку відповідного законодавства.
З 18 липня 2022 року міністром культури Естонії є Пірет Гартман.

## Історія
Міністерство культури Естонії було засновано 27 квітня 1953 року як Міністерство культури Естонської РСР. До цього моменту усіма питаннями культурної діяльності займалося Управління мистецтв Естонської РСР і його підрозділи.
Після відновлення Естонською Республікою незалежності в 1991 році Міністерство культури ЕРСР було реорганізовано в Міністерство культури Естонії та було об'єднано з Міністерством освіти, однак вже з 1996 року міністерства знову були розділені.

## Будівля
Будівля мала стати основною нового ділового району Таллінна на початку 20 століття. Проєкт будівлі було виконано фінським архітектором Елієлєм Сааріненом, а саме будівництво завершилося до 1912 року. Спочатку будівля використовувалася як офіс Талліннського кредитного банку, проте з приходом радянської влади будівлю націоналізували.
Монументальний 5-поверховий будинок був зведений на вузькій ділянці між вулицями Суур-Кар'я, Вяйке-Кар'я і Пярнуським шосе.
Обмежена площа забудови привела до появи унікального архітектурного рішення — двір розташований на трьох рівнях і з'єднаний з провулками через пандуси.
Передній фасад будівлі симетричний, його центральна вісь підкреслена великою двоповерховою аркою, широкими сходами, високими вузькими еркерами та арковим фронтоном. Загальний вертикальний вид врівноважується мансардою, щілинами між вікнами та декоративними смугами. Обтічний дах і закруглені кути надають контуру будинку м'якість, яка мала популярність в ті часи.

## Керівництво
Керівництво Міністерства культури Естонії:

### Центральне керівництво
- Міністр культури — Пірет Гартман[et]
- Канцлер — Тарві Сітс

### Заступники
- Заступник міністра з питань мистецтва — Даніель Раудсепп
- Заступник міністра з питань культурних цінностей — Мерилін Пійпуу
- Заступник міністра з питань спорту та фізичної культури — Тарві Пюрн

## Функції керівництва

### Міністр культури

Будівля Міністерства культури Естонії (1912 рік)

Міністр культури є членом уряду, який займається побудовою культурного вигляду країни. Він організовує роботу Міністерства культури і приймає рішення з питань, що належать до сфери діяльності міністерства. Крім того, міністр звітує перед урядом про діяльність Міністерства культури і вносить пропозиції з питань, які стосуються сфери діяльності міністерства.
Міністр культури представляє уряду пропозиції щодо бюджету міністерства, і за необхідності — додаткового бюджету. Він також ухвалює рішення про використання бюджетних ресурсів та контролює виконання бюджету. На підставі державного бюджету міністр також затверджує бюджети державних органів, які підпорядковуються міністерству.
Міністр культури ухвалює рішення про формування державних установ у віданні міністерства, затверджує їхній статут, структуру та організацію роботи.

### Канцлер
Канцлер керує роботою структурних підрозділів міністерства та координує діяльність державних органів у сфері управління Міністерства культури Естонії.

## Структура
- Департамент з питань мистецтва

Структура Міністерства культури Естонії

- Департамент з питань культурних цінностей
- Департамент з питань культурного різноманіття
- Департамент з питань спорту
- Департамент з фінансових питань
- Департамент з питань комунікацій
- Департамент з питань зовнішніх зв'язків
- Департамент з питань Європейського союзу і зовнішніх зв'язків
- Департамент з питань естонської культури за кордоном
- Департамент з питань інформаційних технологій

## Функції
- Розробка принципів державного фінансування культури, спорту, співпраці з фондом культури та іншими установами, що підтримують культуру і спорт.
- Координація всієї діяльності з охорони національної та культурної спадщини Естонії
- Видача державних, культурних й спортивні нагород та стипендій
- Розвиток креативної індустрії
- Визначення загального напрямку розвитку спорту й фізичної культури та організація співпраці між різними спортивними організаціями
- Планування роботи державних засобів масової інформації, розробка політики у сфері медіапослуг і у видачі ліцензій на відповідну діяльність
- Підтримка культурного життя національних меншин, споріднених народів і громадян Естонії, які проживають за межами республіки.